# Santo André das Tojeiras
Santo André das Tojeiras is een plaats (freguesia) in de Portugese gemeente Castelo Branco en telt 1033 inwoners (2001).